# ام‌اس‌سی نوریا
ام‌اس‌سی نوریا (به انگلیسی: MSC Nuria) یک کشتی است که طول آن ۲۷۵ متر (۹۰۲ فوت) می‌باشد. این کشتی در سال ۲۰۰۸ ساخته شد.